# Whitgreave
Whitgreave är en ort och civil parish i Storbritannien.   Den ligger i grevskapet Staffordshire och riksdelen England, i den södra delen av landet, 200 km nordväst om huvudstaden London. Whitgreave ligger 122 meter över havet och antalet invånare är 188.
Terrängen runt Whitgreave är platt. Runt Whitgreave är det ganska tätbefolkat, med 207 invånare per kvadratkilometer. Närmaste större samhälle är Stoke-on-Trent, 17,2 km norr om Whitgreave. Trakten runt Whitgreave består i huvudsak av gräsmarker.